# Mark López
Pour les articles homonymes, voir López.
Mark Anthony López, né le 25 avril 1982 à Houston, est un taekwondoïste américain.
Il est médaillé de bronze mondial en 1999 en moins de 62 kg, puis médaillé d'argent mondial en 2003 en moins de 67 kg avant d'être sacré champion du monde 2005 en moins de 67 kg. Mark López remporte ensuite la médaille d'argent aux Jeux olympiques d'été de 2008 à Pékin dans la catégorie des moins de 68 kg. Une médaille de bronze en moins de 74 kg s'ajoute à son palmarès aux Championnats du monde 2009.
Il est le frère de deux taekwondoïstes, Diana et Steven López.